# Jucilei
Jucilei da Silva (São Gonçalo, 6 april 1988) is een Braziliaans voetballer die doorgaans als centrale middenvelder of verdediger speelt.  Hij verruilde Shandong Luneng in januari 2018 voor São Paulo, dat hem in het voorgaande seizoen al huurde. Jucilei debuteerde in 2010 in het Braziliaans voetbalelftal.

## Clubcarrière
Jucilei speelde twee seizoenen voor het eerste elftal van J. Malucelli. In 2009 werd hij verkocht aan Corinthians nadat hij tot de beste speler van het staatskampioenschap van Paraná was uitgeroepen. Hij debuteerde op 10 juli 2009 voor Corinthians tegen SC Internacional. In twee seizoenen speelde hij 66 competitiewedstrijden voor Corinthians. Op 22 februari 2011 bevestigde de club dat Jucilei voor 10 miljoen verkocht werd aan het Russische Anzji Machatsjkala. Hij is inmiddels uitgegroeid tot aanvoerder van het elftal. In januari 2014 stapte hij voor zes miljoen euro over naar Al-Jazira Club. Sinds juli 2015 speelt Jucilei voor de Chinese club Shandong Luneng Taishan. In 2017 speelt hij op huurbasis voor São Paulo.

## Interlandcarrière
Jucilei werd op 26 juli 2010 voor het eerst opgeroepen voor Brazilië door zijn ex-coach bij Corinthians Mano Menezes voor een vriendschappelijke wedstrijd tegen de Verenigde Staten op 10 augustus. Hij vierde zijn debuut in de met 2-0 gewonnen oefenwedstrijd. Op 18 november 2010 speelde hij zijn tweede en voorlopig laatste interland tegen Argentinië.
2 Vinícius ·
3 Lewis ·
4 Longo ·
5 Arboleda ·
6 Welington ·
7 Moura ·
8 Galoppo ·
9 Calleri ·
10 Luciano ·
11 Nestor ·
13 Rafinha  ·
15 Araújo ·
16 Gustavo ·
17 Silva · 
18 Rodriguinho ·
20 Antônio ·
21 Bobadilla ·
22 Tressoldi ·
23 Rafael ·
25 Alisson ·
26 Liziero ·
27 Rato ·
28 Franco ·
29 Maia ·
30 Moreira ·
32 Ferraresi ·
33 Erick ·
35 Sabino ·
36 Lanza ·
37 Carmo ·
39 Gomes ·
44 Belém ·
46 Negrucci ·
47 Ferreira ·
50 Moraes ·
93 Jandrei ·
Coach: Zubeldía 
· Assistent-coach: Cruz